# Antônio Wilson Vieira Honório
Antônio Wilson Vieira Honório (portuguès: Coutinho)  (Piracicaba, 11 de juny de 1943 - Santos, 11 de març de 2019) va ser un futbolista brasiler.

## Selecció del Brasil
Va formar part de l'equip brasiler a la Copa del Món de 1962.

## Palmarès
Santos FC
- Campionat paulista: 1960, 1961, 1962, 1964, 1965, 1967
- Campionat brasiler de futbol: 1961, 1962, 1963, 1964, 1965
- Copa Libertadores: 1962, 1963
- Copa Intercontinental de futbol: 1962, 1963
- Torneio Rio-São Paulo: 1959, 1963, 1964, 1966

Brasil
- Copa del Món de futbol: 1962